# A-ha
a-ha (frequentemente grafado erroneamente como A-ha) é uma banda norueguesa de new wave e pop rock formada na cidade de Oslo, Noruega, em 1982. Seus integrantes são Morten Harket (vocalista), Magne Furuholmen (tecladista) e Påul Waaktaar (guitarrista). O grupo alcançou enorme sucesso mundial na década de 1980, se tornando imediatamente umas das bandas mais famosas daquela década.
O grupo alcançou grande sucesso logo com o seu álbum de estreia: Hunting High and Low, lançado em 1985. O álbum alcançou a posição número 1 na Noruega (país de origem da banda), 2 no Reino Unido e 15 nos Estados Unidos (na lista de álbuns mais vendidos da Billboard 200); rendendo, ainda, três hits de grande sucesso: "Take on Me", "Hunting High and Low" e "The Sun Always Shines on T.V.". Por conta do enorme sucesso, o grupo recebeu uma indicação no Grammy Award na categoria de Melhor Revelação e ainda ganhou 8 prêmios da MTV norte-americana, durante a cerimônia do VMA de 1986. Em 1994, depois do lançamento fracassado do seu quinto álbum de estúdio Memorial Beach, a banda ficou quatro anos inativa, retornando em 1998.
O trio é lembrado até hoje por emplacar diversos sucessos mundo afora: além dos já citados ("Take on Me", "Hunting High And Low" e "The Sun Always Shines on T.V."), também alcançaram enorme êxito as canções "Cry Wolf", "I've Been Losing You", "Stay on These Roads", "Touchy!", "There's Never a Forever Thing", "Crying in the Rain", "Early Morning", dentre outros.
Em 15 de outubro de 2009, o trio anunciou que iria terminar seus projetos e que o grupo iria se separar depois de uma turnê mundial em 2010. Milhares de fãs de pelo menos 40 países em seis continentes se reuniram para ver o A-ha na última etapa da turnê.
No dia dezembro de 2014, foi anunciado uma parceria entre a organização do festival Rock In Rio com a banda para a comemoração de 30 anos de ambos em 2015. No dia 25 de março de 2015, a banda anunciou seu retorno definitivo com o lançamento de um novo álbum com lançamento para o dia 4 de setembro de do mesmo ano, intitulado Cast in Steel. No total a banda já vendeu mais de 100 milhões de discos, com álbuns e singles combinados.

## História

### Formação da banda

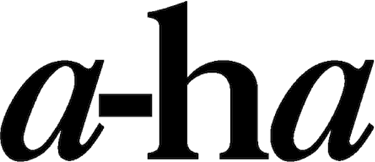
Logomarca clássica do A-ha, com as letras "a" em itálico. Esse logotipo foi utlizado nos álbuns Hunting High and Low, Stay on These Roads, Memorial Beach e Cast in Steel. O nome da banda foi achada "por acaso" em uma agenda de Paul Waaktaar.

Amigos de infância, Paul Waaktaar e Magne Furuholmen começaram a tocar juntos numa banda de nome Black Sapphire, até que, no início dos anos 80 acabaram por conhecer Morten Harket (que também era de uma outra banda chamada Soldier Blues da qual era o vocalista). Os três decidiram, então, formar uma única banda e em 1982 deixaram a Noruega rumo à Londres a fim de fazer uma boa carreira no mundo da música.
O nome "A-ha" foi "achado" por Magne Furuholmen em um caderno de notas de Paul. Estava escrito: "Aha!" (uma expressão muito utilizada que significa surpresa, espanto, descoberta, etc). Eles resolveram usar esta expressão para batizar a banda deles (inserindo um hífen entre o primeiro "A" e o "H" e retirando o ponto de exclamação: A-ha). A justificativa para adotar esse nome foi a de que os rapazes queriam um nome curto, de fácil memorização, e que lembrasse o som do idioma norueguês.
Em Londres, após serem rejeitados por várias gravadoras, o grupo finalmente firmou um acordo com a Warner Bros. Records (na qual permaneceram até 1994) com a ajuda do músico John Ratcliff e do empresário Terry Slater, depois de algumas reuniões.

### "Take on Me"e"Hunting High and Low"

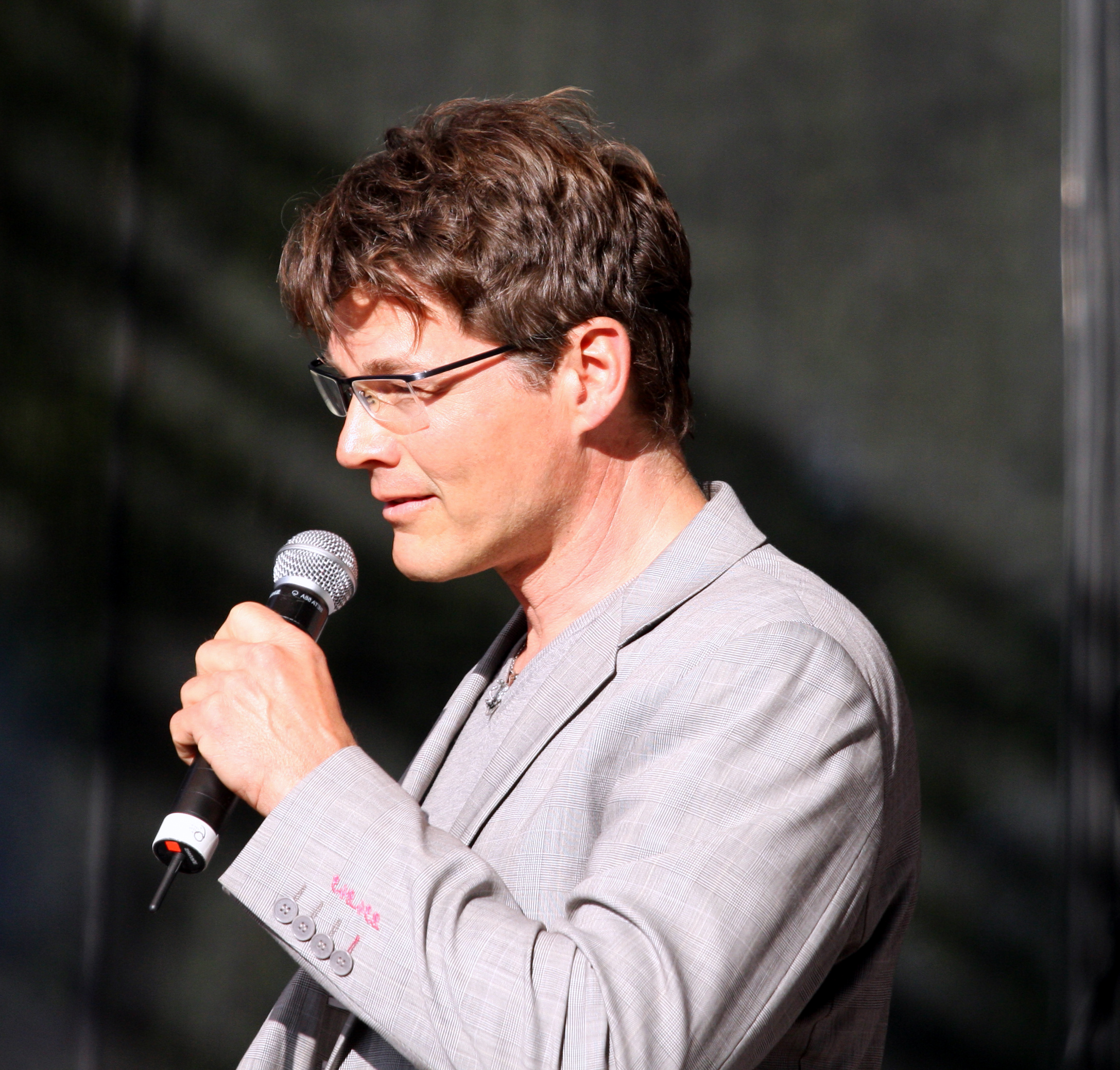
O vocalista Morten Harket

"Take on Me" foi a primeira canção que Morten Harket ouviu Magne Furuholmen e Paul Waaktaar-Savoy tocarem, e nessa época ainda chamava-se "Lesson One". Após várias regravações e dois lançamentos fracassados, "Take on Me" tornou-se um hit mundial em 1985. O primeiro lançamento da canção em 1984 vendeu somente 400 cópias, mas após ter sido retrabalhada com o produtor Alan Tarney um ano depois, a canção vendeu 1,5 milhões de cópias no mundo todo em apenas um mês. Eventualmente estima-se que o single "Take on Me" vendeu entre 6 e 7 milhões de cópias no mundo afora; chegou na Billboard Hot 100, chegou na Billboard Hot no terceiro lugar e segunda colocada na parada musical da Grã-Bretanha. As vendas da canção nos Estados Unidos foram ajudadas pelo videoclipe exibido na MTV que imitou as cenas climáticas do filme, Altered States, de Ken Russell. Foi utilizada no vídeo uma combinação de esboço de animação conhecida como "rotoscopia" (na qual o vídeo é primeiramente filmado e depois, cada quadro é desenhado a mão para dar o efeito de desenho animado). Em 1986, o videoclipe venceu em seis categorias no MTV Video Music Awards. Também em 1986, foi indicado para o American Music Awards como Melhor Vídeo do Ano.
Outra música de destaque do álbum "Hunting High and Low" foi "The Sun Always Shines on T.V.". Nos Estados Unidos, a canção alcançou a 20ª posição na Billboard Hot 100. Além disso, o videoclipe feito para a canção venceu em duas categorias no MTV Video Music Awards de 1986.

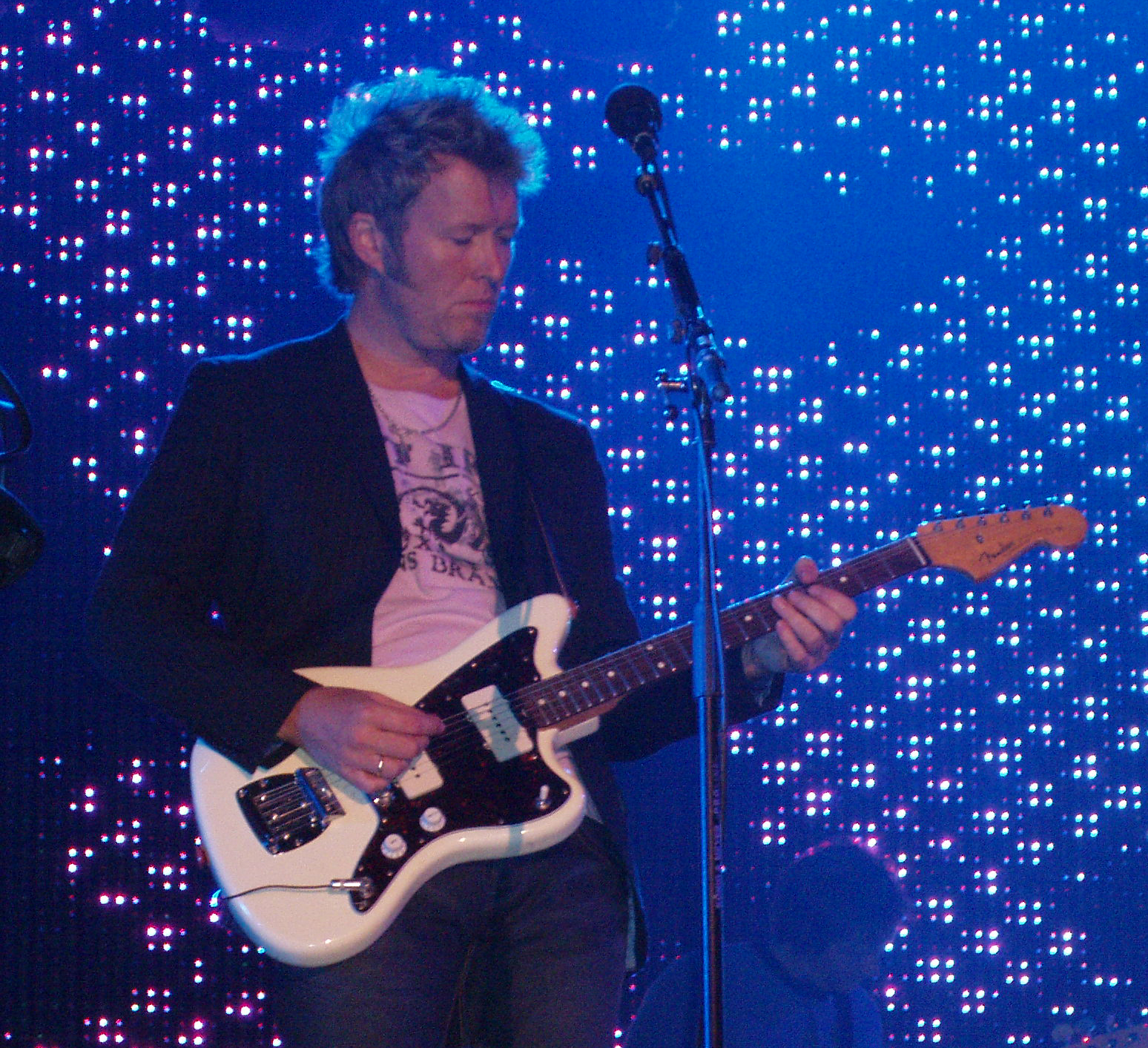
Magne Furuholmen em 2007

O sucesso do A-ha nos Estados Unidos culminou com a indicação da banda para o Grammy de 1986 na categoria Revelação, que acabou sendo vencido pela cantora Sade.
"The Sun Always Shines on T.V." foi o último single da banda a figurar no Top 40 da revista da Billboard, e a partir deste dia a banda é frequentemente lembrada nos Estados Unidos entre o público geral devido o sucesso singular de "Take on Me". Do mesmo modo, a banda é frequentemente (e incorretamente) considerada como uma "banda de uma canção só". Na Grã-Bretanha (e no resto do mundo), entretanto, a história foi bem diferente: "The Sun Always Shines on T.V." fez um sucesso muito maior entre os fãs britânicos do que "Take on Me", atingindo a primeira colocação nas paradas de sucesso.
O primeiro álbum Hunting High and Low, de 1985, contém "Take on Me" e "The Sun Always Shines on T.V.", e foi um sucesso de vendas mundial. Nos Estados Unidos, vendeu mais de 1,5 milhão de cópias e ganhou o Disco de Platina certificado pela RIAA. Até 2009, Hunting High and Low vendeu cerca de 10 milhões de cópias no mundo afora.

### Primeira fase (1986–1994)

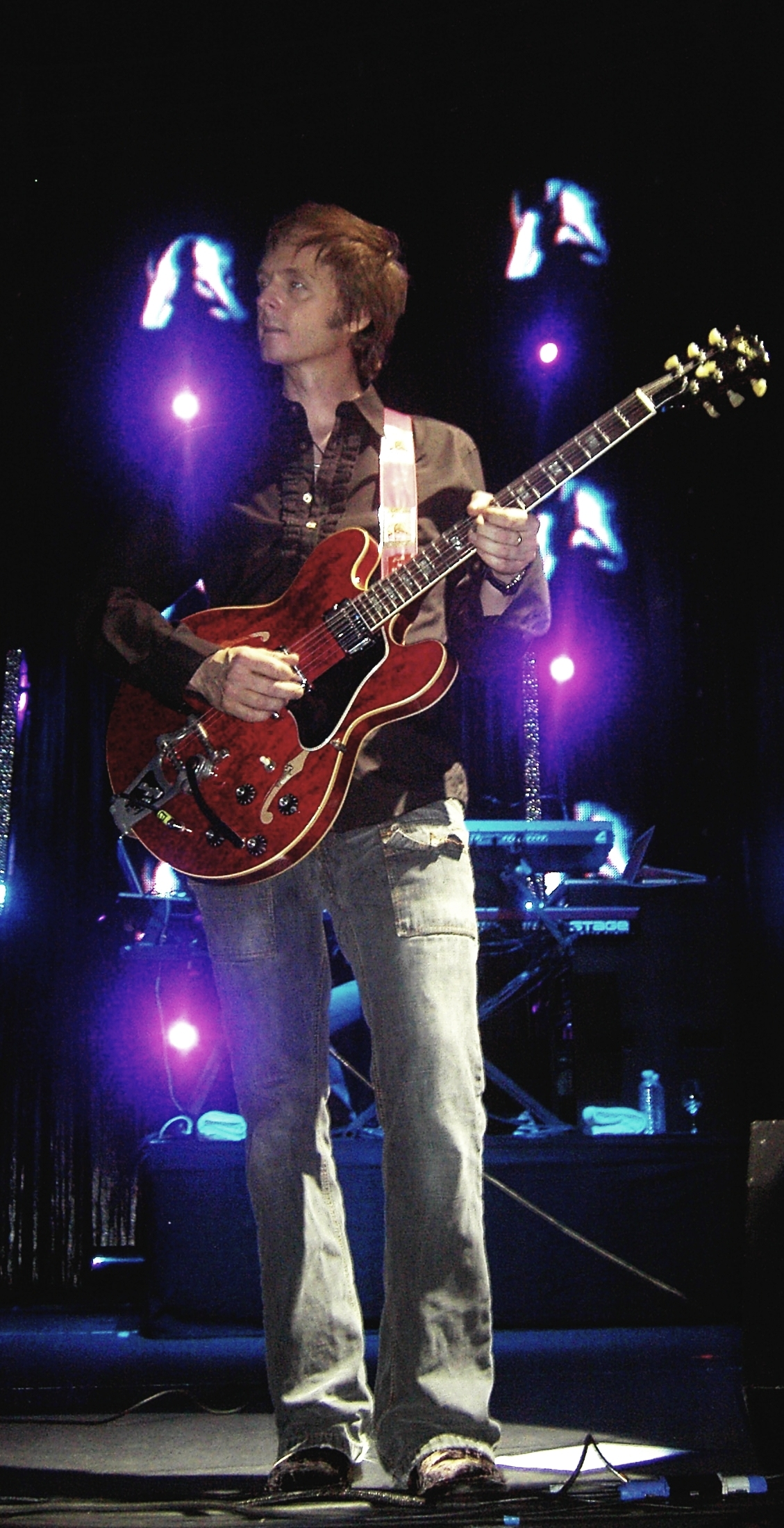
Paul Waaktaar-Savoy

O próximo álbum do a-ha foi Scoundrel days em 1986. Este álbum traz uma sonoridade mais sombria, diferente do anterior. Emplacam os hits "Cry Wolf", "I’ve Been Losing You", "Maybe Maybe" e "Manhattan Skyline" e, apesar de não ter sido single nem ter recebido um clipe, a faixa-título se tornou um dos maiores clássicos do A-ha e é muito lembrada até hoje.
Mais turnês e grandes parcerias, como a trilha de 007 - Marcado para a Morte, em 1987. O tema do filme, a música "The Living Daylights" foi um sucesso, chegando ao #5 lugar na Inglaterra, segundo a Official Charts Company.
Em 1988, vem Stay on These Roads, com o a-ha ambicionando novos ares para a banda. Foi o terceiro álbum seguido da banda a ficar em #2 na Inglaterra. Trabalho que emplacou nada mais do que 5 hits: a própria faixa-título, "The Blood That Moves the Body", "Touchy!", a balada "There’s Never a Forever Thing" (que se tornou mais conhecida no Brasil) e a pop "You Are The One".
Stay on These Roads é o início para o anúncio do disco que o a-ha considerou como novo caminho: "East of the sun West of the moon" em 1990. Esse álbum ficou longe da popularidade dos anteriores, marcando o começo da decadência da banda. Esse álbum traz uma sonoridade diferente dos anteriores, dando mais destaque ao piano. Nessa fase o A-ha coloca 198 mil pessoas no Maracanã em seu show no Rock in Rio II, em janeiro de 1991 - entrando para o Guinness Book. Em 2015, em uma enquete realizada pelo portal g1, este show foi eleito "o momento mais marcante de 30 anos do Rock in Rio", superando inclusive o show do Queen.
O álbum contém um cover de "Crying in the Rain", single de 1963 dos The Everly Brothers. No álbum  " East of the Sun,West of the Moon " inclui três hits: "Crying in the Rain", "I Call Your Name", "Early Morning" e "Waiting for Her"(single lançado apenas no Japão).
Em 1993, Memorial Beach chega influenciado pelas guitarras e não mais pela base do piano, que é considerado pelos fãs um trabalho totalmente destoante dos demais, recebendo muitas críticas e tendo pouca aceitação do público.
Na necessidade de buscar outros ares de inspiração, e se afastar do assédio que nunca foi bem-vindo por Mags, Morten e Paul, o a-ha separou-se em 1994 e seus membros começaram a se focar em atividades solo, mas se reuniram no mesmo ano para tocar nas Olimpíadas de Inverno em Lillehammer, Noruega. Esta apresentação incluiu a canção que eles compuseram para as Paraolimpíadas de Inverno, "Shapes That Go Together".

### Medley Oficial
Em 1988 a WEA do Brasil lançou disco de vinil promo com Medley Oficial do a-ha.

### Carreiras solo
Paul Waaktaar-Savoy lançou seis álbuns Mary Is Coming (1996), Lackluster Me (1997), Mountains Of Time (1999), Reasons To Stay Indoors (2001), Savoy (2004) e Savoy Songbook Volume 1 (2007), com sua esposa Lauren Savoy na banda Savoy.
Morten Harket lançou até hoje cinco álbuns solo: Poetenes Evangelium em 1993, Wild Seed em 1995, Vogts Villa em 1996, Letter From Egypt lançado em maio de 2008, Out Of My Hands lançado no dia 13 abril de 2012 e Brother lançado em 11 de abril de 2014. Wild Seed vendeu aproximadamente 200 mil cópias na Noruega e 500 mil no geral. É o projeto solo de maior sucesso entre os membros do a-ha até o momento, ganhando vários prêmios e Discos de Platina Dupla na Noruega.
Magne Furuholmen construiu uma reputação como escultor, pintor, e compôs canções para filmes e para a televisão. Em 2004 ele lançou seu primeiro trabalho solo, Past Perfect Future Tense, acompanhado pelos membros da banda Coldplay, que são grandes fãs do a-ha.

### Segunda fase (1998–2010)
Após uma muito bem recebida apresentação no "The Sun Always Shines on T.V." e uma nova canção, "Summer Moved On", no Nobel Peace Prize Concert em 1998, a banda voltou para o estúdio e gravou em 2000 o álbum Minor Earth Major Sky, o qual resultou em uma nova turnê, e um videocast da banda (com Briskeby) inaugurando o novo estádio Vallhall, em Oslo. "a-ha on the net" em 2001 direto de Valhall, em Oslo, Noruega, foi o quarto concerto televisionado pela web mais assistido, com cerca de 3,6 milhões de acessos, 500 mil deles com tempo médio de visita de 28 minutos. Somente os eventos televisionados pela Web de U2, Madonna e Paul McCartney registraram mais  acessos. As vendas deste álbum e do Lifelines, de 2002, mostraram que os fãs deles ainda estavam presentes, e que eles estavam abertos a atrair um novo público, especialmente na Europa Central e na Escandinávia, onde os álbuns venderam extremamente bem. Eles apareceram novamente no Nobel Peace Prize concert, em 2001. O videoclipe da banda para a canção "I Wish I Cared" foi o primeiro animado utilizando flash e baseado na web a ter sido feito.
Em 2001, a canção "Velvet" figurou na trilha sonora do filme One Night at McCool's. Quando o filme foi lançado em DVD, o videoclipe foi incluído como sendo um dos bônus especiais. Um álbum ao vivo (da turnê de 2002) com o título How Can I Sleep With Your Voice in My Head? foi lançado em março de 2003, precedido pelo single ao vivo de 1986 do clássico "The Sun Always Shines on TV". Em 2004, um livro intitulado The Swing Of Things foi publicado, também apresentando um CD com material demo.
Em 2004, a banda celebrou o seu vigésimo aniversário com o lançamento de uma nova coletânea de singles: The Singles: 1984-2004, trazendo a banda de volta ao Top 20 Britânico de Álbuns, no qual conquistaram a 13ª colocação. Durante sua carreira, a banda lançou oficialmente 36 singles, 15 deste tornaram-se Top 10 na Grã-Bretanha, e 15 singles foram primeiros colocados nas listas das rádios em todo o mundo. O novo álbum de singles inclui alguns dos pontos altos do a-ha nos últimos vinte anos.

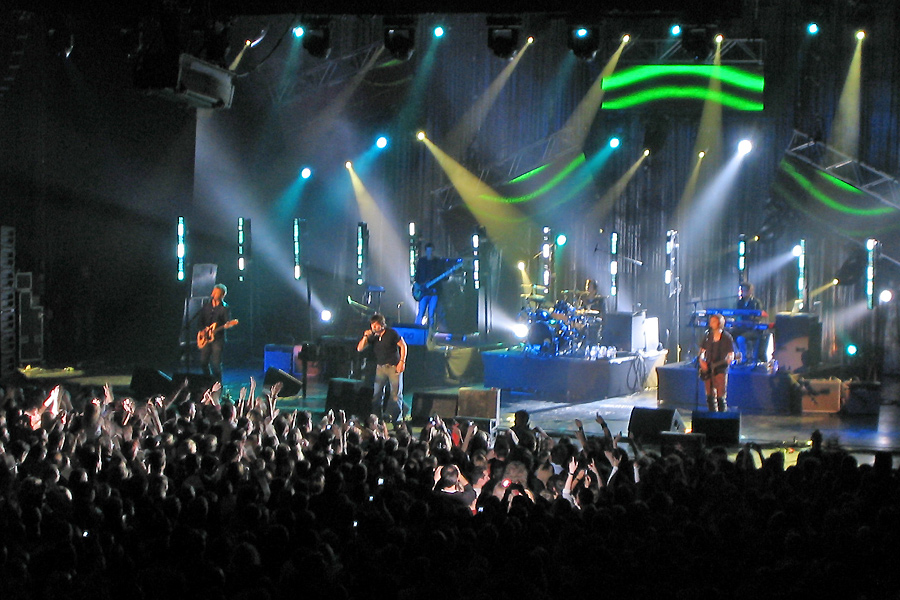
Foto tirada de show do a-ha em Frankfurt, em 2005

Em 2 de julho de 2005, o a-ha apresentou-se no Live 8, em Berlim. Segundo a lenda musical e formador do Beach Boys, Brian Wilson, o a-ha fez uma apresentação em Berlin perante um público de aproximadamente 200.000 pessoas. Ele iniciaram o concerto com "Hunting High and Low," com a participação do público até o final. "Take on Me" deixou a multidão eufórica, entretanto, Morten Harket teve sérias dificuldades para escutar a si mesmo e pedir dois minutos de pausa, usados para comentar a causa do Live 8 e o "longo caminho rumo a justiça". Os dois minutos de pausa se tornaram sete minutos e a terceira canção, "Summer Moved On", tornou-se a última das quatro canções que deveriam ter sido tocadas. O tempo concedido ao a-ha tinha estourado e os organizadores disseram para eles deixarem o palco. Após a apresentação, Magne Furuholmen disse que eles tiveram certamente algumas dificuldades técnicas. "Isso é normal em um festival deste tamanho. No final, o público queria mais quando saímos do palco, logo, esperamos esperançosamente ter feito a nossa parte para o sucesso total do evento", comentou.
Em 12 de setembro, o a-ha voltou ao Estados Unidos (no Irving Plaza, na cidade de Nova Iorque) para o primeiro concerto da banda em solo norte-americano desde 1986. Uma pequena improvisação de "Take on Me" ocorreu em 11 de setembro na Times Square. Em 27 de agosto de 2005 a banda fez uma apresentação para 120.000 pessoas em Frognerparken em Oslo, a maior já realizada na Noruega.
Em 4 de novembro de 2005, lançaram seu novo álbum de estúdio, Analogue. "Celice", o primeiro single, foi lançado em 4 de outubro em todo o território europeu. Mais tarde no mesmo mês, seguiu-se uma turnê, com apresentação em Bruxelas, França, Alemanha e Inglaterra. Quando o primeiro lançamento da canção "Analogue" seguiu-se na Inglaterra, em janeiro de 2006, dando ao a-ha o seu primeiro Top Ten Inglês desde 1988. Mais datas foram adicionadas a turnê, incluindo uma apresentação no London's Shepherd's Bush em 2 de fevereiro de 2006, um especial para a televisão na África e um festival no Chile. O terceiro single na Europa (segundo na Inglaterra) foi "Cosy Prisons".
Em 2006 a banda regravou um cover de John Lennon, "#9 Dream", para a Anistia Internacional. Em 30 de outubro receberam em Londres o prestigioso Q Inspiration Award, por sua longa contribuição para a música e por inspirar muitos dos seus jovens colegas nos negócios.
Durante o mês de agosto de 2007 a banda sugeriu uma provável mudança de direção, uma terceira fase, e que poderiam dar uma pausa de três anos, voltando apenas em 2010. Contudo, alguns shows ainda foram realizados com a inclusão de #9 Dream no Setlist. E felizmente houve uma mudança de planos, com novos shows em 2008 e os planos de gravação de um novo álbum, tendo inclusive lançado músicas inéditas em apresentações recentes.
Em março de 2009 o a-ha retornou à América do Sul, para dois shows no Brasil e um no Chile. A banda lançou, no dia 24 de abril um novo single, intitulado Foot of the Mountain, o primeiro do novo álbum "Foot of the Mountain" lançado em junho de 2009. Com o grande sucesso de Foot of the Mountain, as faixas Shadowside e Nothing is Keeping You Here foram lançadas e tiveram boa aceitação entre os fãs.
Em um dos episódios das série animada da FX Family Guy Chris Griffin "entra" no mundo apresentado no clipe original de Take On Me, em aproximadamente 50 segundos de cena, e uma parte da música é apresentada. Esse é um dos números musicais mais famosos do programa, juntamente com Surfing Bird do The Trashman, interpretado por Peter Griffin, e Everything I do (I do It For You) do Bryan Adams, interpretado por Stewie Griffin.

### Fim do a-ha e turnê de despedida

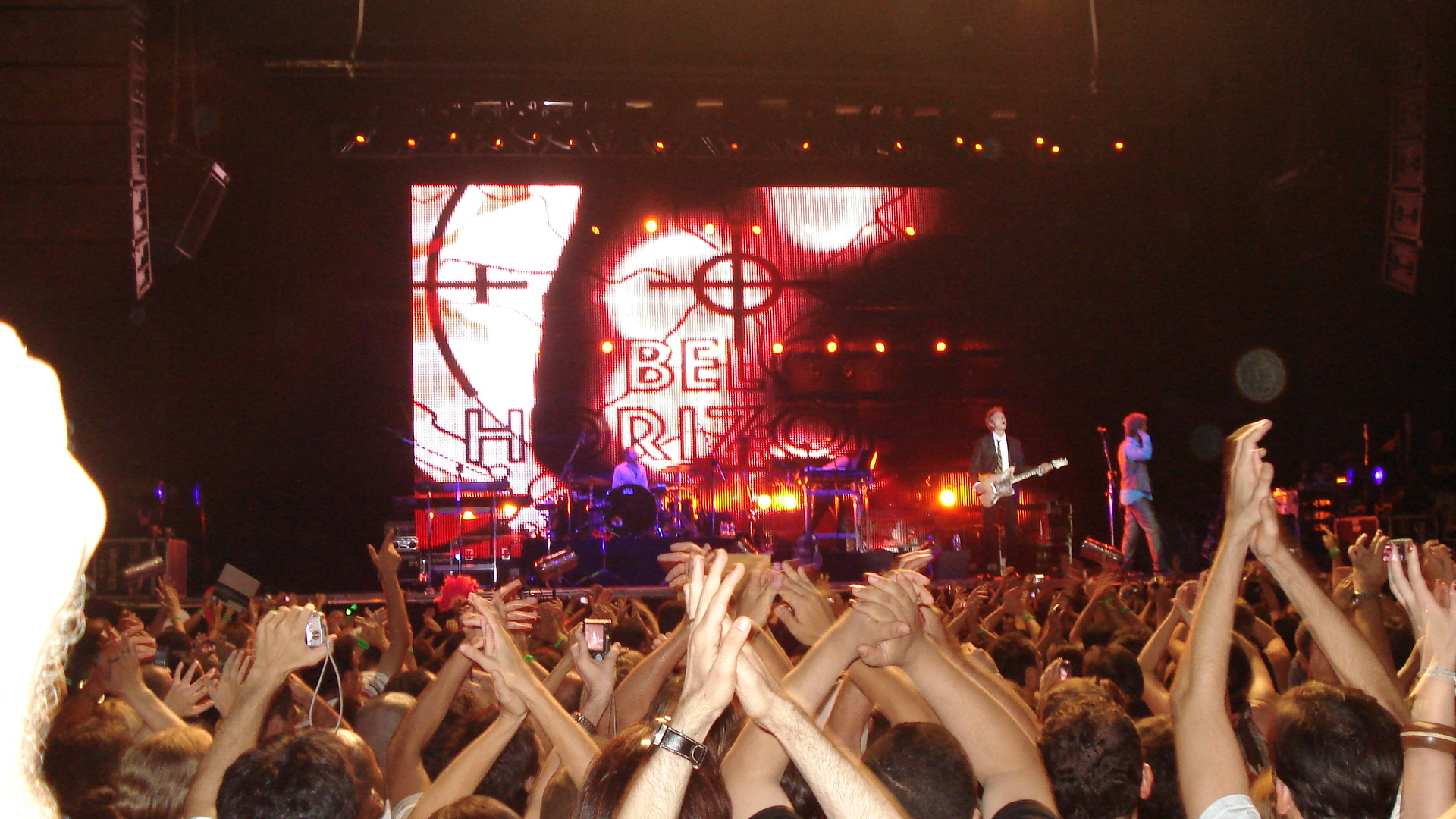
a-ha em Belo Horizonte, março de 2010

No dia 8 de outubro de 2009, os integrantes dos a-ha anunciaram o fim definitivo da banda para o fim de 2010 (o que foi real por um tempo, porém não foi definitivo). Em nota oficial, Morten Harket, Magne Furuholmen e Paul Waaktaar-Savoy alegaram a vontade de perseguir outros objetivos, como trabalhos humanitários, política, ou novos rumos no campo da música e das artes. Em março de 2010, o a-ha fez sua última turnê na América do Sul. A banda se apresentou em Buenos Aires, Santiago e mais sete cidades brasileiras, incluindo São Paulo, Rio de Janeiro, Recife e Belo Horizonte (foto). O show em Fortaleza, realizado no dia 20 de março, foi o último em solo brasileiro. Na ocasião, os integrantes da banda fizeram questão de agradecer ao público do Brasil. Grande parte dos shows tiveram todos os seus ingressos vendidos.
Em maio, a banda prosseguiu sua turnê mundial com sete shows em quatro cidades norte-americanas. A passagem da banda pelos Estados Unidos teve grande repercussão na mídia local e os membros da banda foram muito requisitados para darem entrevistas às rádios locais.

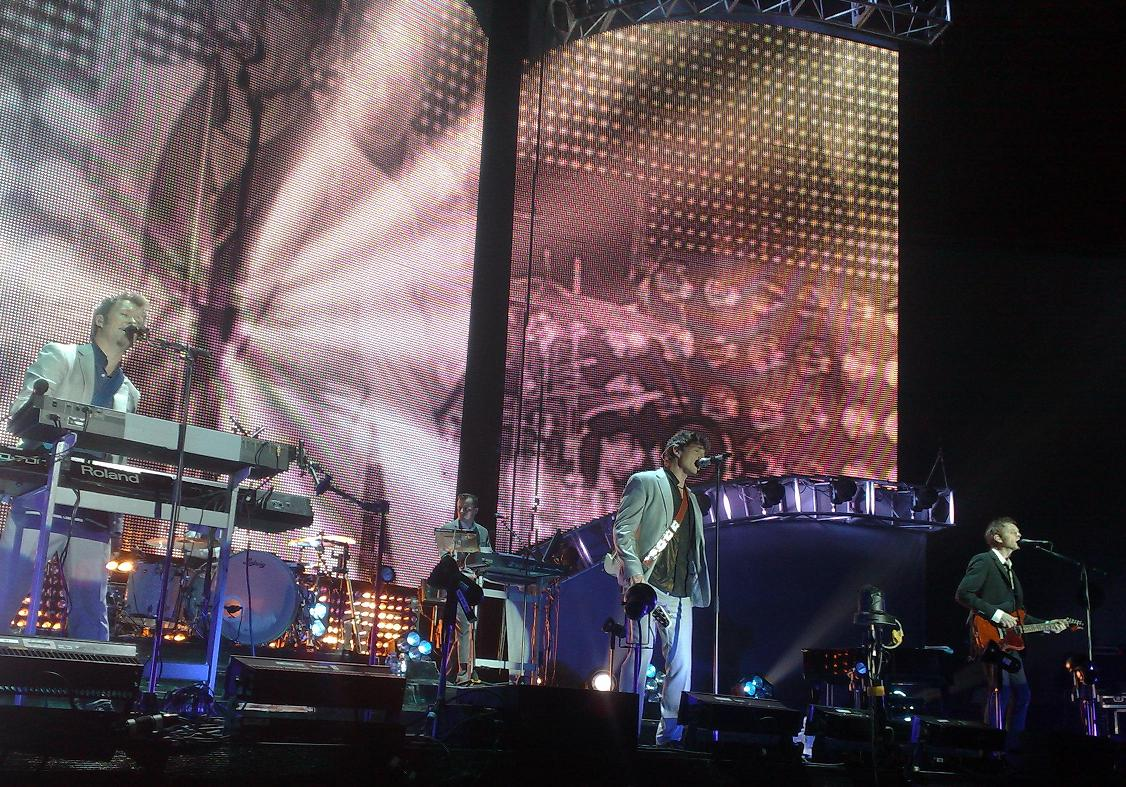
a-ha em Madri, outubro de 2010

Em junho e julho, eles fizeram alguns shows em festivais pequenos, passando pela Suíça, Áustria e Alemanha, além de fazerem seu primeiro e último show na Hungria.
No mês de agosto, eles tocaram em duas cidades japonesas, Tóquio e Osaka, no prestigiado Summer Sonic Festival. Depois, foram para a Noruega e fizeram seis shows, tocando para cerca de 110 mil pessoas.
Em outubro e novembro, eles fizeram shows nas principais arenas europeias, passando por Países Baixos, Bélgica, França, Espanha, Suíça, Alemanha, Ucrânia, Bielorrússia, Letônia, Lituânia, Rússia e Reino Unido. Grande parte desses shows tiveram todos os ingressos vendidos.
Nos dias 30 de novembro e 2, 3 e 4 de dezembro, o A-ha fez seus quatro últimos shows, no Oslo Spektrum. Todos os 39 mil ingressos foram vendidos.

### Rock in Rio 2015 e turnês pelo Brasil
Depois de grandes especulações no final de 2014, organização do Rock in Rio anunciou a participação do grupo na edição de 2015 do festival, em setembro, para a comemoração de 30 anos de banda e 30 anos de festival. Apesar das declarações feitas de que o grupo nunca mais retornaria, foi decidido em outubro de 2014 um breve retorno em setembro de 2015. A banda, inclusive, compôs e lançou mais um álbum.
No dia 30 de junho de 2015 a banda lançou um novo single, "Under the Makeup", o primeiro single desse novo álbum, "Cast in Steel".
O a-ha esteve em turnê pelo Brasil no mês de outubro e passou por vários lugares, além de fazer parte da lista de atrações do Rock in Rio. A banda fez dois shows particulares no Brasil, estado do Pará para a mineradora Hydro em comemoração aos seus 110 anos e por ser norueguesa assim como a banda, foram nas cidades de Barcarena dia 1 de outubro e em Paragominas dia 3 de outubro — locais onde a mineradora possui operações e em ambos beneficentes: o acesso do público foi oferecido mediante a troca de kits escolares por ingressos.

### Turnês MTV Unplugged e Hunting High and Low (2017–2022)
Um álbum e filme de uma série de apresentações acústicas, previsto para junho de 2017, foi agendado para novembro de 2017.
Em meados de junho de 2017, eles gravaram um especial MTV Unplugged na remota ilha norueguesa de Giske em sigilo, sem telefones ou equipamentos de gravação permitidos no estúdio. Em outubro de 2017, um álbum acústico intitulado Summer Solstice foi lançado. Incluiu duas novas canções, "This Is Our Home" e "A Break in the Clouds". O vídeo de "This Is Our Home" foi lançado em setembro de 2017, seguido pelas versões Unplugged de "The Sun Always Shines on TV", "The Living Daylights" e "Take On Me", a última das quais foi amplamente aclamada por reimaginar o clássico pop.
No início de 2018, o a-ha fez uma turnê acústica europeia, que primeiro foi intitulada "An Acoustic Evening with a-ha", mas depois renomeada como "MTV Unplugged Tour 2018".
A versão acústica de "Take On Me" foi incluída no filme Deadpool 2, lançado em maio de 2018, e no episódio 13 da 4ª temporada da série de TV norte-americana The Magicians.
Em 29 de outubro de 2019, o a-ha iniciou sua turnê Hunting High and Low em Dublin, Irlanda, na qual tocaram a íntegra de seu álbum de estreia, além de outras canções. A turnê, programada para durar até 2020, foi adiada devido à pandemia de COVID-19. Concertos foram agendados para muitos países europeus, África do Sul, Japão, Austrália, Nova Zelândia, Peru, Chile, Argentina, Brasil, México e Estados Unidos. Na turnê, a banda apresentou a nova música "Digital River".
Em 13 de junho de 2021, o documentário a-ha: The Movie estreou no Tribeca Film Festival em Nova York. O filme conta a história da banda e lida tanto com o sucesso quanto com os problemas, como rixas pessoais entre os membros. O diretor Thomas Robsahm acompanhou a banda por quatro anos. Foi lançado em vários países do mundo.

### Retorno da turnê após a pandemia de COVID-19 e True North (2022–presente)
Em março de 2022, o A-ha retomou a turnê Hunting High and Low após adiamentos devido à pandemia de COVID-19. 
Um novo filme e um álbum, ambos chamados True North, foram lançados em 21 de outubro de 2022 pelo selo Sony Music / RCA Records. A gravação foi concluída em novembro de 2021 com a Norwegian Arctic Philharmonic Orchestra em Bodø, Noruega. É uma performance ao vivo filmada e também incluirá clipes cênicos da natureza da Noruega, ambientados em paisagens do norte da Noruega. O primeiro single do álbum, "I'm In", foi lançado em 8 de julho de 2022.
O a-ha cantou duas das canções do álbum em sua turnê de 2022: "Forest For The Trees" e "You Have What It Takes". Uma demo de "I'm In" e "You Have What It Takes" foi postada anteriormente nas redes sociais por Magne.
O segundo single do álbum, "You Have What It Takes", foi lançado em 16 de setembro de 2022.

## Integrantes
- Morten Harket - vocais (1982–1994; 1998–2010; 2015–presente)
- Paul Waaktaar-Savoy - guitarra, violão e ocasionalmente teclados (1982–1994; 1998–2010; 2015–presente)
- Magne Furuholmen - teclados, sintetizadores e ocasionalmente violão (1982–1994; 1998–2010; 2015–presente)

### Músicos em turnê
- Karl-Oluf Wennerberg – bateria (2009–presente)
- Erik Ljunggren – programação, teclados, backing vocals e ocasionalmente baixo (2009–2016; 2019–presente)
- Even Ormestad – baixo e baixo sintetizador (2015–presente)

## Singles de maior sucesso
- "Take on Me" (1985)
- "Hunting High and Low" (1985)
- "I've Been Losing You" (1986)
- "Cry Wolf" (1986)
- "The Living Daylights" (1987)
- "Stay on These Roads" (1988)
- "The Blood That Moves the Body" (1988)
- "Touchy!" (1988)
- "You Are the One" (1988)
- "There's Never a Forever Thing" (1989)
- "Crying in the Rain"(1990)
- "Early Morning" (1990)
- "I Call Your Name" (1990)
- "Dark is the Night for All" (1993)
- "Summer Moved On" (2000)
- "Analogue" (2006)

## Discografia

### Álbuns de estúdio
- 1985 - Hunting High And Low
- 1986 - Scoundrel Days
- 1988 - Stay On These Roads
- 1990 - East Of The Sun, West Of The Moon
- 1993 - Memorial Beach
- 2000 - Minor Earth Major Sky
- 2002 - Lifelines
- 2005 - Analogue
- 2009 - Foot Of The Mountain
- 2015 - Cast in Steel
- 2022 - True North

### Compilações
- On Tour In Brazil (1989, lançado apenas no Brasil; apesar do título, não é um disco ao vivo)
- Best in Brazil (1991, lançado apenas no Brasil)
- A-ha en Argentina (1991, lançado apenas na Argentina)
- Headlines and Deadlines – The Hits of A-ha (22 de setembro de 1991)
- The Selections '85-'93 (1993, lançado apenas no Japão como CD promocional)
- A-ha Single Remixes (8 de novembro de 2000) (compilação lançada apenas no Japão)
- The Singles: 1984–2004 (29 de novembro de 2004)
- The Definitive Singles Collection 1984–2004 (5 de abril de 2005)
- A-ha Trilogy: Three Classic Albums (5 de dezembro de 2005)
- 25 (setembro de 2010, contendo a inédita Butterfly, Butterfly (The Last Hurrah), música de despedida da banda)

### Álbuns ao vivo
- Live at Vallhall: Homecoming (2001)
- How Can I Sleep with Your Voice in My Head (25 de março de 2003)
- MTV Unplugged – Summer Solstice (6 de outubro de 2017)

### Trilhas sonoras
- The Living Daylights (29 de junho de 1987)

## Videografia

### DVD / VHS / LaserDisc
- Headlines and Deadlines - The Hits of A-ha (1991) - VHS / DVD
- Live in South America - A-ha Live (1993) - VHS / LaserDisc - versão digital lançada apenas no Japão
- Live at Vallhall: Homecoming (2001) - VHS / DVD
- A-ha - The Videos (2003) - DVD - lançado apenas na Espanha
- A-ha - Live in Chile (2006) - DVD
- A-ha - Ending On A High Note (2010) - DVD